# Witternheim
Pour la commune du canton de Haguenau, voir Wittersheim. Pour la commune chef-lieu du canton de Wittenheim, voir Wittenheim.
Witternheim [vitəʁnaim] est une commune française située dans la circonscription administrative du Bas-Rhin et, depuis le 1er janvier 2021, dans le territoire de la Collectivité européenne d'Alsace, en région Grand Est.
Cette commune se trouve dans la région historique et culturelle d'Alsace.

## Géographie
Le village fait partie du canton d'Erstein et de l'arrondissement de Sélestat-Erstein.
Il se trouve à une altitude de 160 mètres et est longé à l'ouest par le Quellgraben, un sous-affluent de l'Ill.

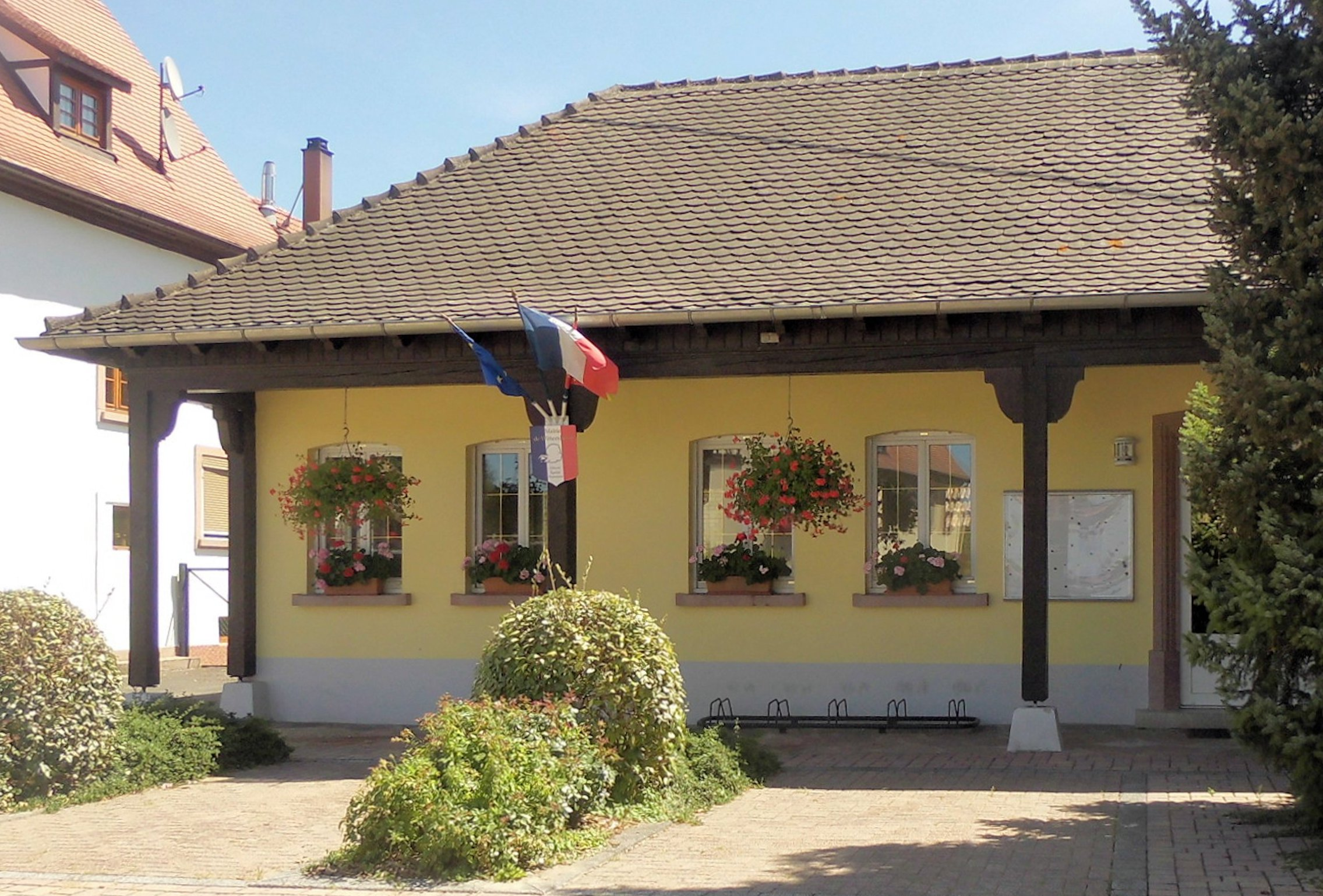
La mairie.

### Communes limitrophes
| Sermersheim, Kogenheim | Rossfeld    |           |
| Ebersmunster           | Witternheim | Neunkirch |
| Hilsenheim             | Bindernheim | Zelsheim  |

### Hydrographie

#### Réseau hydrographique
La commune est dans le bassin versant du Rhin au sein du bassin Rhin-Meuse. Elle est drainée par le ruisseau le Hanfgraben,.
Le Hanfgraben, d'une longueur de 15 km, prend sa source dans la commune de Bœsenbiesen et se jette  dans la Zembs à Rossfeld, après avoir traversé sept communes. 

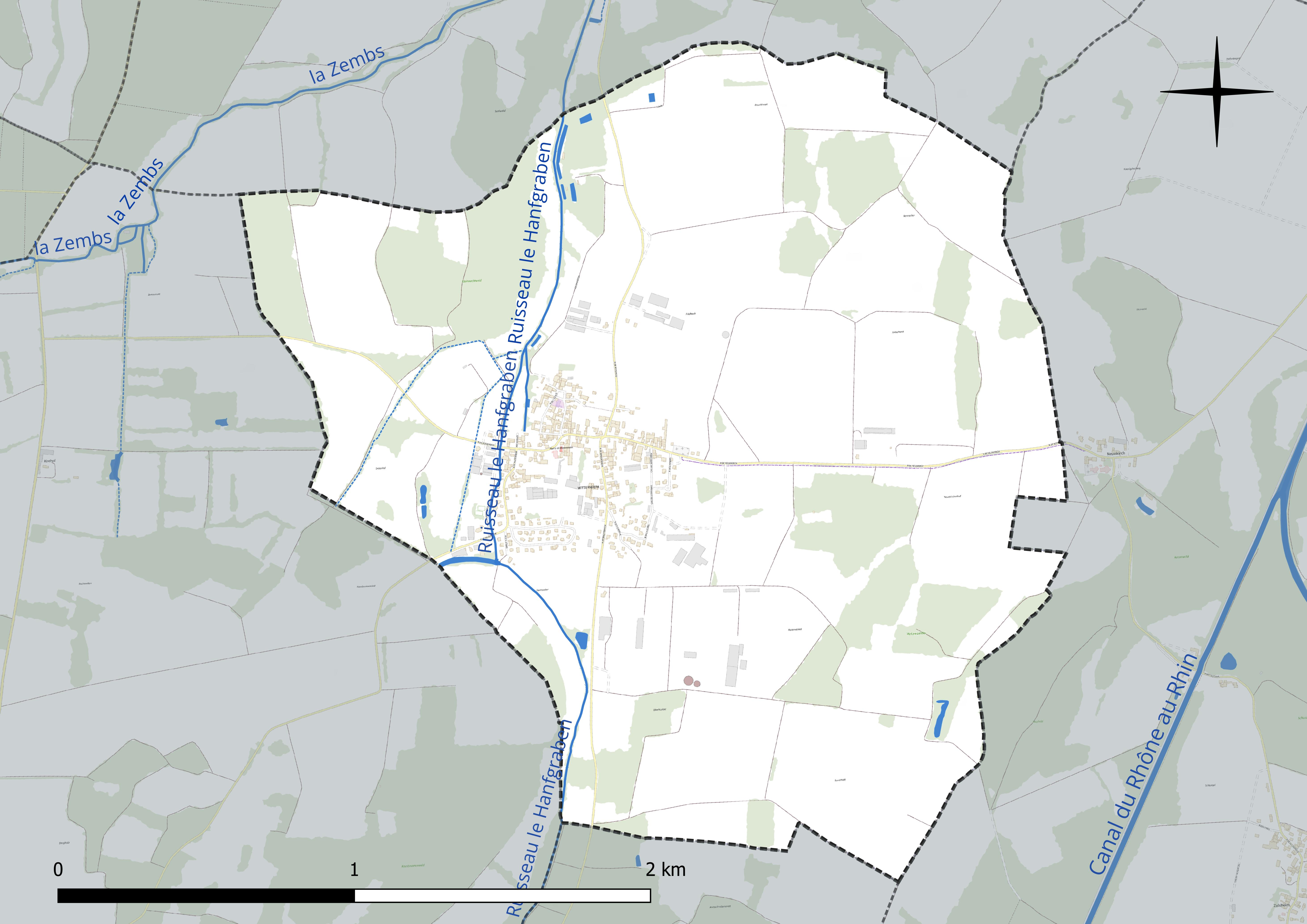
Réseau hydrographique de Witternheim.

#### Gestion et qualité des eaux
Le territoire communal est couvert par le schéma d'aménagement et de gestion des eaux (SAGE) « Ill Nappe Rhin ». Ce document de planification concerne la nappe phréatique rhénane, les cours d'eau de la plaine d'Alsace et du piémont oriental du Sundgau, les canaux situés entre l'Ill et le Rhin et les zones humides de la plaine d'Alsace. Le périmètre s’étend sur 3 596 km2. Il a été approuvé le 17 janvier 2005. La structure porteuse de l'élaboration et de la mise en œuvre est la région Grand Est. 
La qualité des cours d’eau peut être consultée sur un site dédié géré par les agences de l’eau et l’Agence française pour la biodiversité.

#### Risques d'inondation
La vallée de l'Ill comme l'ensemble du département a connu plusieurs inondations importantes. On peut citer au 20e siècle, les crues de 1910, 1919, 1947, 1955, 1983 et 1990 notamment qui ont causé de nombreux dégâts (destructions de ponts, inondations de zones industrielles et d’ agglomérations). Les inondations de l'Ill ont lieu essentiellement en période hivernale et printanière à la suite de pluies abondantes parfois associées à la fonte du manteau neigeux. Les crues de 1983 et de 1990 ont présenté une période de retour entre 20 et 50 ans. Afin d'anticiper et de gérer une éventuelle inondation, un Plan de prévention des risques d'inondation de l'lll  a été approuvé par arrêté préfectoral le 30 janvier 2020. 
3 % de la superficie du ban communal sont concernés par ce risque inondation. Il s'agit essentiellement de zones naturelles, constituant des zones d'expansion de crue.

### Climat
Pour des articles plus généraux, voir Climat du Grand Est et Climat du Bas-Rhin.
En 2010, le climat de la commune est de type climat des marges montargnardes, selon une étude du Centre national de la recherche scientifique s'appuyant sur une série de données couvrant la période 1971-2000. En 2020, Météo-France publie une typologie des climats de la France métropolitaine dans laquelle la commune est exposée à un climat semi-continental et est dans la région climatique  Alsace, caractérisée par une pluviométrie faible, particulièrement en automne et en hiver, un été chaud et bien ensoleillé, une humidité de l’air basse au printemps et en été, des vents faibles et des brouillards fréquents en automne (25 à 30 jours). 
Pour la période 1971-2000, la température annuelle moyenne est de 10,7 °C, avec une amplitude thermique annuelle de 17,8 °C. Le cumul annuel moyen de précipitations est de 610 mm, avec 7,8 jours de précipitations en janvier et 9,5 jours en juillet. Pour la période 1991-2020, la température moyenne annuelle observée sur la station météorologique de Météo-France la plus proche, « Sélestat Sa », sur la commune de Sélestat à 13 km à vol d'oiseau, est de 11,4 °C et le cumul annuel moyen de précipitations est de 621,1 mm. 
La température maximale relevée sur cette station est de 39,3 °C, atteinte le 13 août 2003 ; la température minimale est de −17 °C, atteinte le 20 décembre 2009,,. 
Les paramètres climatiques de la commune ont été estimés pour le milieu du siècle (2041-2070) selon différents scénarios d'émission de gaz à effet de serre à partir des nouvelles projections climatiques de référence DRIAS-2020. Ils sont consultables sur un site dédié publié par Météo-France en novembre 2022.

## Urbanisme

### Typologie
Au 1er janvier 2024, Witternheim est catégorisée commune rurale à habitat dispersé, selon la nouvelle grille communale de densité à sept niveaux définie par l'Insee en 2022.
Elle est située hors unité urbaine. Par ailleurs la commune fait partie de l'aire d'attraction de Strasbourg (partie française), dont elle est une commune de la couronne,. Cette aire, qui regroupe 268 communes, est catégorisée dans les aires de 700 000 habitants ou plus (hors Paris),.

### Occupation des sols
L'occupation des sols de la commune, telle qu'elle ressort de la base de données européenne d’occupation biophysique des sols Corine Land Cover (CLC), est marquée par l'importance des territoires agricoles (72,5 % en 2018), en diminution par rapport à 1990 (73,6 %). La répartition détaillée en 2018 est la suivante : terres arables (64,1 %), forêts (19,5 %), zones urbanisées (8 %), prairies (7,8 %), zones agricoles hétérogènes (0,6 %). L'évolution de l’occupation des sols de la commune et de ses infrastructures peut être observée sur les différentes représentations cartographiques du territoire : la carte de Cassini (XVIIIe siècle), la carte d'état-major (1820-1866) et les cartes ou photos aériennes de l'IGN pour la période actuelle (1950 à aujourd'hui).

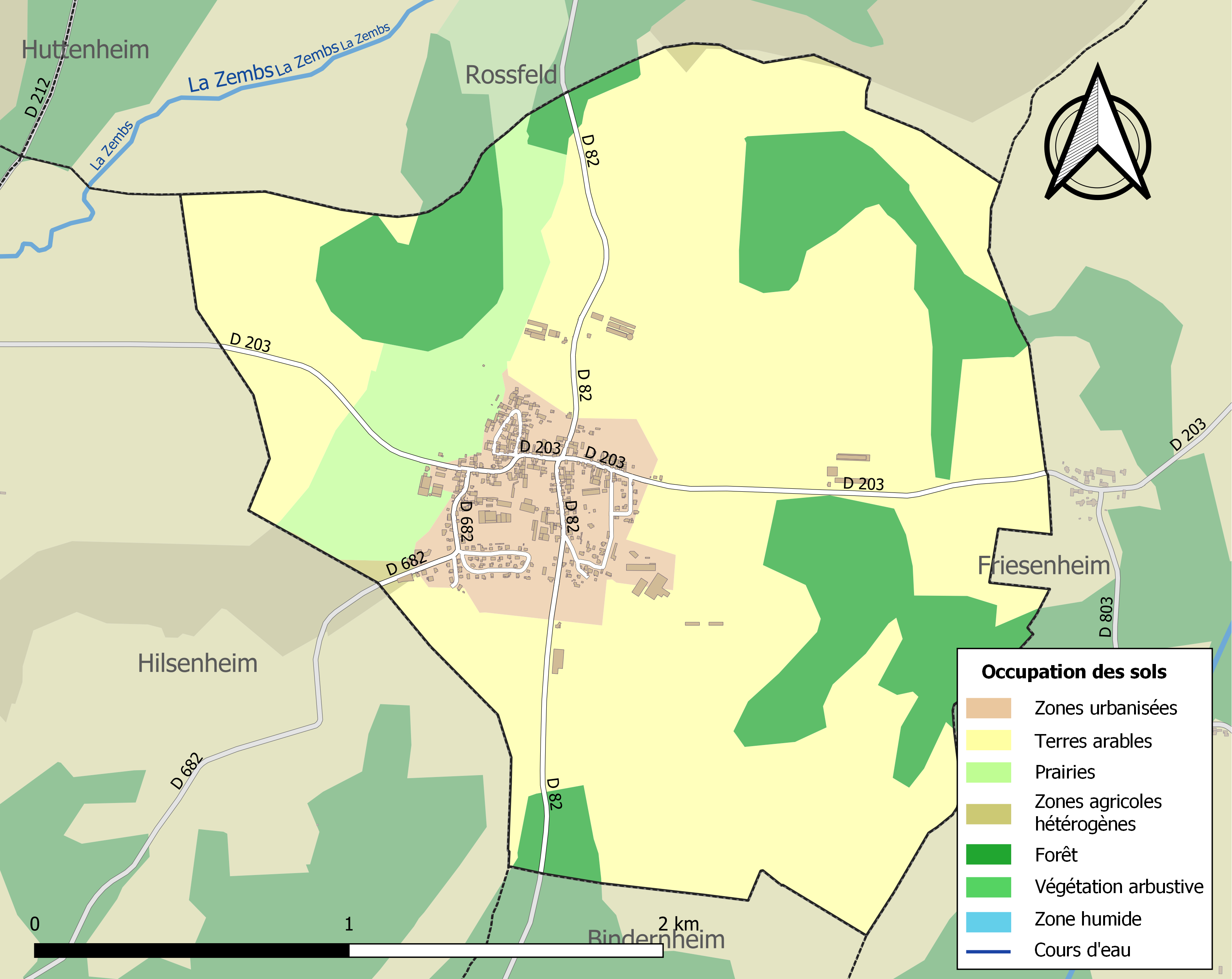
Carte des infrastructures et de l'occupation des sols de la commune en 2018 (CLC).

## Histoire
Le village est occupé depuis l'âge du bronze et est mentionné pour la première fois dans les archives dès le XIIe siècle sous le nom de Wilderceldenheim. Witterheim est d'abord une dépendance de la famille noble des Rathsamhausen d'Ehnwihr puis est vendu à la famille des Mueg de Boofzheim en 1498.
La Réforme protestante est introduite par les Rathsamhausen. Les villageois doivent alors se rendre au temple protestant de Diebolsheim pour pratiquer leur culte. Après l'extinction de cette famille, le village revient à plusieurs propriétaires. Le village fait partie jusqu'au XIXe siècle de la paroisse de Neunkirch. Près de ce village se trouvait un tumulus, connu dans la contrée sous le nom de Lieberain et surmonté d'un grand tilleul sous lequel on dansait jusqu'à la fin du XIXe siècle. Au XIXe siècle, le tissage à domicile était très florissant dans le village. Les tisserands travaillaient surtout pour les entreprises de Sainte-Marie-aux-Mines dont l'activité demandait beaucoup de main-d'œuvre.

## Politique et administration

### Liste des maires
| Période                                  | Période                   | Identité                                      | Étiquette | Qualité |
| ---------------------------------------- | ------------------------- | --------------------------------------------- | --------- | ------- |
| Les données manquantes sont à compléter. |                           |                                               |           |         |
| avant 1988                               | 1989                      | Jean-Jacques Haug                             |           |         |
| mars 1989                                | 2014                      | Jacques Helfter                               | SE        |         |
| 2014                                     | En cours (au 31 mai 2020) | Philippe Braun Réélu pour le mandat 2020-2026 | SE        | Artisan |

## Population et société

### Démographie
L'évolution du nombre d'habitants est connue à travers les recensements de la population effectués dans la commune depuis 1793. Pour les communes de moins de 10 000 habitants, une enquête de recensement portant sur toute la population est réalisée tous les cinq ans, les populations de référence des années intermédiaires étant quant à elles estimées par interpolation ou extrapolation. Pour la commune, le premier recensement exhaustif entrant dans le cadre du nouveau dispositif a été réalisé en 2005.

En 2022, la commune comptait 509 habitants, en évolution de −0,97 % par rapport à 2016 (Bas-Rhin : +3,17 %, France hors Mayotte : +2,11 %).
| 1793 | 1800 | 1806 | 1821 | 1831 | 1836 | 1841 | 1846 | 1851 |
| ---- | ---- | ---- | ---- | ---- | ---- | ---- | ---- | ---- |
| 223  | 241  | 288  | 315  | 427  | 420  | 414  | 393  | 430  |

| 1856 | 1861 | 1866 | 1871 | 1875 | 1880 | 1885 | 1890 | 1895 |
| ---- | ---- | ---- | ---- | ---- | ---- | ---- | ---- | ---- |
| 442  | 450  | 475  | 454  | 410  | 398  | 396  | 399  | 402  |

| 1900 | 1905 | 1910 | 1921 | 1926 | 1931 | 1936 | 1946 | 1954 |
| ---- | ---- | ---- | ---- | ---- | ---- | ---- | ---- | ---- |
| 432  | 412  | 390  | 352  | 346  | 378  | 360  | 331  | 322  |

| 1962 | 1968 | 1975 | 1982 | 1990 | 1999 | 2005 | 2006 | 2010 |
| ---- | ---- | ---- | ---- | ---- | ---- | ---- | ---- | ---- |
| 340  | 316  | 274  | 353  | 386  | 382  | 497  | 498  | 510  |

| 2015 | 2020 | 2022 | - | - | - | - | - | - |
| ---- | ---- | ---- | - | - | - | - | - | - |
| 497  | 501  | 509  | - | - | - | - | - | - |

## Culture locale et patrimoine

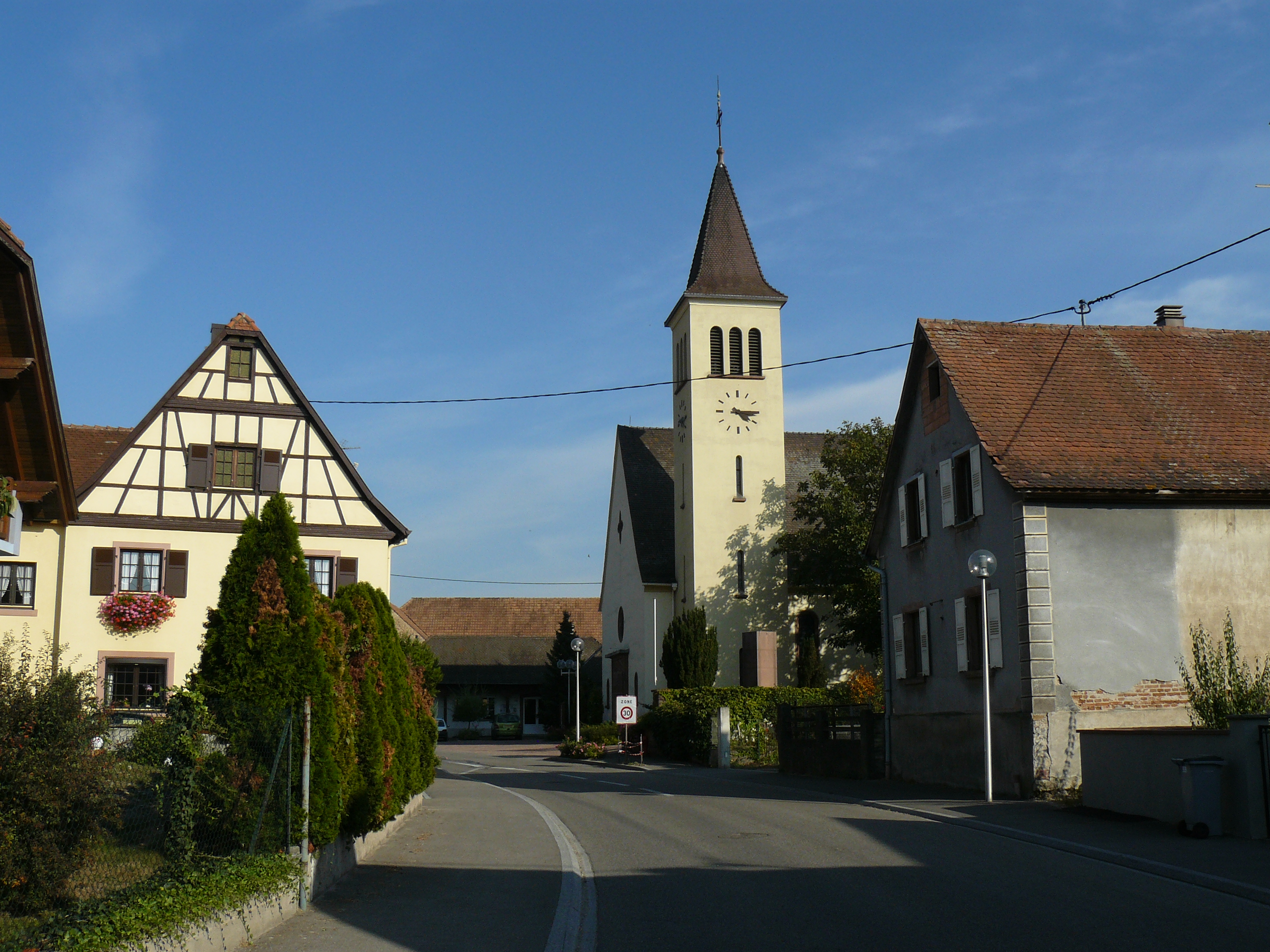
Église Saint-Sébastien.

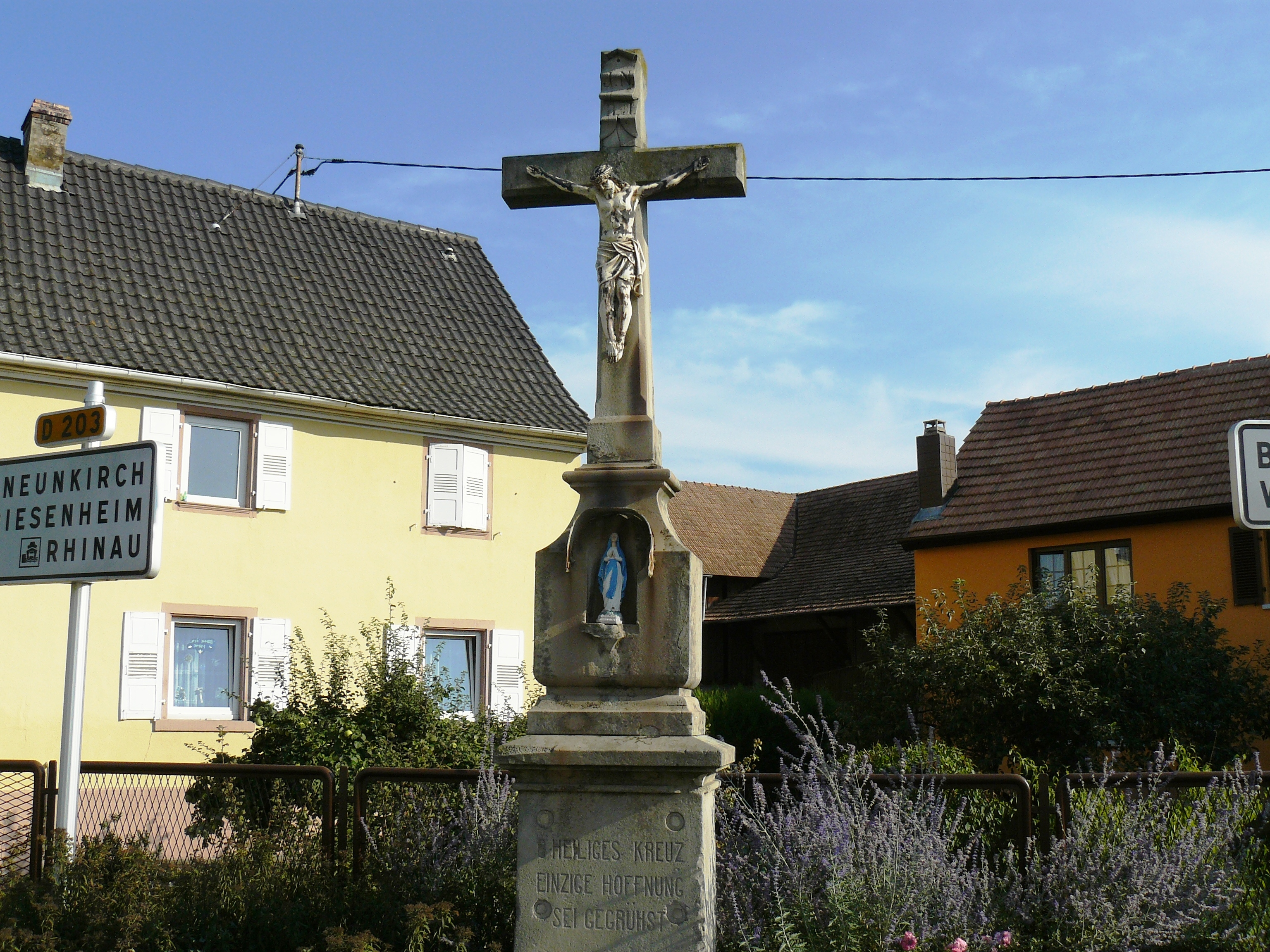
Calvaire au milieu du village.

### Lieux et monuments

#### Église Saint-Sébastien
En 1945, l'église fut démolie par des bombardements et reconstruite après la guerre. Il existait à l'endroit même un édifice qui a été élevé au XVe siècle à l'initiative de Jacques Mueg, propriétaire du village. Elle tomba en ruine en 1760. Selon d'autres sources, l'église aurait été construite en 1537, puis reconstruite en 1851.
Elle aurait subi des transformations vers 1870. Dans l'église se trouvait un orgue provenant d'Avolsheim qui a été détruit en 1945. L'orgue actuel, du facteur Schwenkedel, date de 1957.

### Héraldique
| Blason de Witternheim | Blason  | De gueules à la tour d'or, senestrée d'un avant-mur du même, le tout maçonné de sable. |
| Blason de Witternheim | Détails |                                                                                        |